# Edifici Ultònia

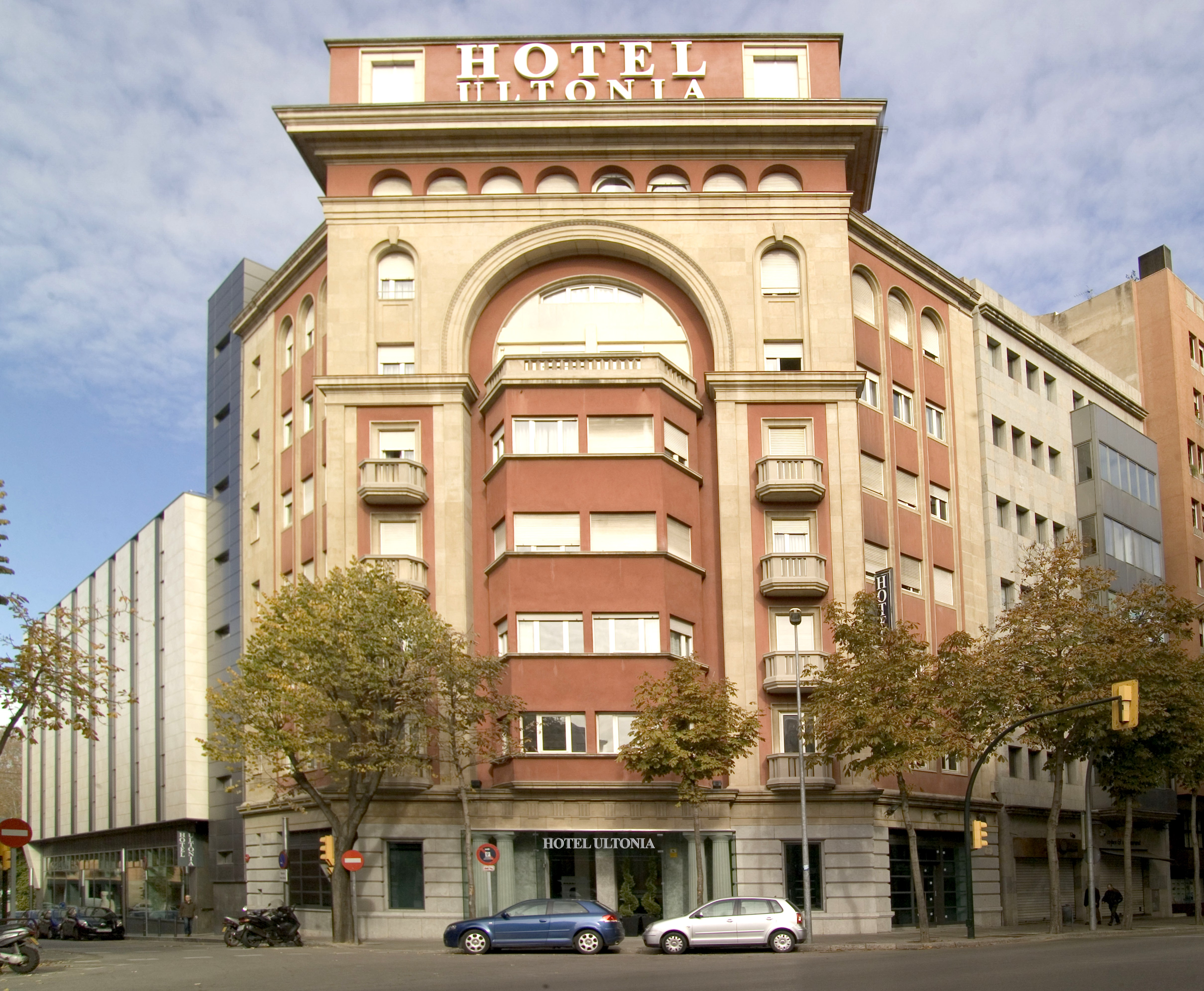
Façade et entrée à l'Édifice Ultonia de Gérone

La façade néoclassique de l’Édifice Ultonia est cataloguée comme patrimoine historique et artistique de Gérone.

## Présentation
L’édifice fut construit en 1941 à Gérone, (Catalogne, Espagne) sur des terrains au rabais où se trouvait une partie de la muraille. Bien que destiné à la construction de bureaux, il est converti en 1962 à un autre usage et c'est ainsi que s’ouvre au public l’Hôtel Ultonia. Les sous-sols de ce bâtiment sont préservés et on peut y voir un fragment du bastion de Santa Creu (Sainte Croix).